# NGC 4718
NGC 4718 је спирална галаксија у сазвежђу Девица која се налази на NGC листи објеката дубоког неба.
Деклинација објекта је - 5° 16' 55" а ректасцензија 12h 50m 32,5s. Привидна величина (магнитуда) објекта NGC 4718 износи 13,4 а фотографска магнитуда 14,2. NGC 4718 је још познат и под ознакама MCG -1-33-20, IRAS 12479-0500, PGC 43463.